# Historia de las instituciones en Mesopotamia

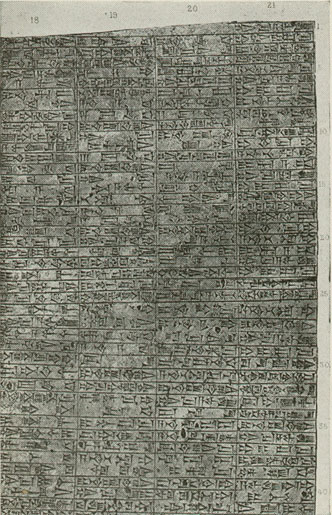
Fragmento del Código de Hammurabi. Una de las instituciones más importantes de Mesopotamia y del mundo antiguo. Fue una recopilación de leyes anteriores (Código de Ur-Namma, Código de Ešnunna) que se configuraron y renovaron en la época de Hammurabi y se hizo plasmar con letra cuneiforme en esculturas y rocas en todos los lugares públicos de todo el Estado babilonio antiguo, heredero del imperio acadio, que mezcló las tradiciones sumerias y las acadias, de origen semita.

La historia de las instituciones en Mesopotamia trata del origen y evolución de las instituciones (económicas, sociales o políticas) en la civilización mesopotámica. Su historia abarca desde que surge la civilización y existen registros escritos que permiten hacer historia hasta la caída del Imperio caldeo o neobabilónico, el último imperio mesopotámico final del III milenio a. C.. 
El origen de las instituciones propias de la civilización —fundamentalmente la diferenciación social propia de la división del trabajo y su organización a escala urbana, la construcción del poder en los primitivos Estados y el establecimiento de las religiones institucionalizadas con templos y clero— ocurrió en Mesopotamia y en Egipto desde el IV milenio a. C. 

## Las primeras instituciones
Las primeras instituciones en la antigüedad surgieron en Mesopotamia y son sumamente desconocidas. Surgieron en la antesala de la historia antigua, en la Protohistoria. A partir del V milenio a. C. en las aldeas del sur del actual Irak se reveló una ocupación progresiva de los valles del Tigris y Éufrates y la consolidación de la agricultura y ganadería. Aparecieron también las primeras técnicas metalúrgicas, como la del cobre (Calcolítico). El modelo de ciudad de esta época suele considerarse el preámbulo de la revolución urbana y en ella se encuentran las primeras instituciones. Hacia el 4500 a. C. se podía encontrar un edificio de gruesos muros que anuncia un cambio en la sociedad. Este edificio (institucional) podría haber pertenecido a toda la aldea y desempeñaba una función en un nivel de organización colectiva de regularización de las relaciones de los habitantes. Este edificio indica el tránsito de una sociedad a otra que precisaba una mayor organización. Este fenómeno se multiplicó por todas las aldeas del sur. Se puede considerar un templo con poder burocrático que organizaba las transacciones comerciales y que poseía habitaciones en su interior donde se han encontrado objetos de cobre, restos de grano, piezas de lana, se trataba de una actividad económica de origen local, también se han encontrado restos de cerámica y material procedente del exterior como piedras preciosas.
Desde el punto de vista social, a comienzos del III milenio a. C., aparecen las primeras grandes diferencias económicas (hasta entonces existían diferencias en base al sexo y la edad), y sus consecuentes luchas internas. Algunas familias detentaban el poder mediante el control del templo. Convirtieron en esclavos a parte de la población y se apropiaron de parte de una de la producción hasta entonces colectiva. Esta aristocracia que se instaló alrededor del templo creó los primeros cargos administrativos. Surgieron también las primeras instituciones locales, el Consejo de ancianos con carácter jurídico, y la Asamblea de hombres de la ciudad de carácter defensivo. Los primeros jefes locales que asumieron funciones como la de jefe militar que es el único que podía asegurar la independencia política y militar, debido a la creciente rivalidad con las ciudades vecinas, y monopoliza el poder unitario. Hay que destacar el poder religioso que estaba unido al poder político, judicial y militar, con el derecho consuetudinario. Se evolucionó hacia una progresiva centralización del poder.
Esta primera fase desemboca en otra mejor definida. Los primeros templos cumplían una misión económica en el seno de estas sociedades siendo ciudades económicamente independientes y autárquicas. Paralelamente al surgimiento de los templos se iniciaron también las disputas entre las grandes familias, que rivalizaban por la jefatura local. Esto puede situarse en torno al 4000-3100 a. C. y daba respuesta a las necesidades del momento.
Se dio un modelo preestatal en cada aldea que anunciaba el surgimiento de las ciudades-estado. Este modelo tuvo especial auge en el sur de Mesopotamia con agricultura de regadío y una tecnología agrícola más avanzada y de aquí proceden los primeros testimonios de la escritura (escritos socioeconómicos) y más tarde aparecerá la fase de las primeras dinastías.

### Instituciones en el periodo protodinástico

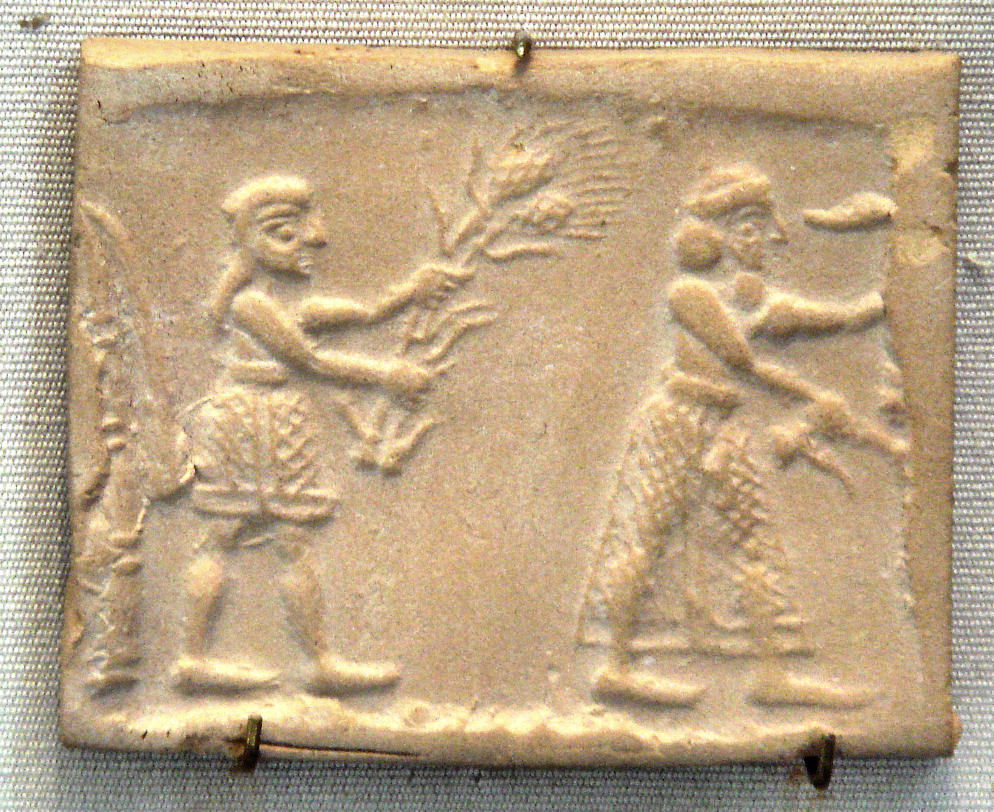
Icono del museo del Louvre hallado en Uruk representando a labradores en la época de mayor esplendor de Uruk.

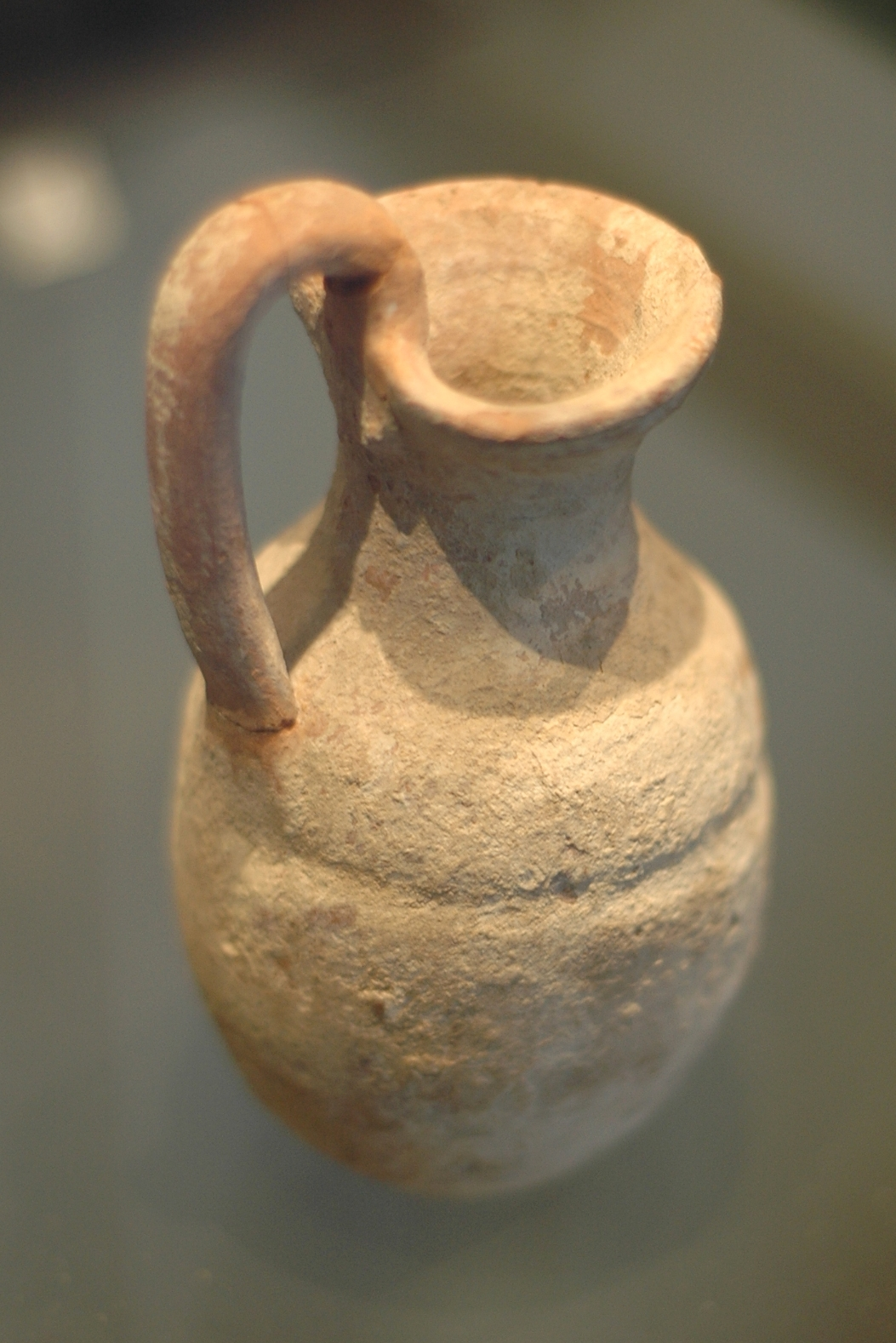
Vasija hallada en Kiš.

En el periodo protodinástico se dio un desarrollo importante en las técnicas agrícolas que marcaron un gran progreso, también hubo un desarrollo tecnológico, se sustituyó el cobre por el bronce y también la cerámica conseguirá importantes avances.
No había una unidad étnica a juzgar por las fuentes escritas. Los textos del estrato 4A de Uruk y en Jemdet Nasr identifican un elemento de población sumeria y otro de origen desconocido que habitarían la zona antes que los sumerios y también destacan elementos lingüísticos no sumerios. Desde la segunda mitad del III milenio este país del Golfo Pérsico se denominaba Sumer. Al noroeste de éste aparecerá el país de Acad.
Fue el elemento sumerio el más importante en el desarrollo y este proceso condujo a cambios decisivos en la formación de la sociedad. Las ciudades se amurallaron e incluso los templos dentro de la propia ciudad se amurallaron. Asociada a estos templos hubo una casta sacerdotal que los dirigía y tuvieron gran poder que se fundamentó sobre un amplio control económico. En estos se redactaron los primeros textos. En el estrato 4A de Uruk hacia el 3100 a. C. aparecen más de 4000 textos que proceden del gran templo de Uruk y registraba las actividades económicas y comerciales del templo.
Estos textos económicos revelan datos de una regulación institucional y proporcionan datos concretos sobre superficies de campos de cultivo, cría y exportación de ganado y transporte. En algunos documentos posteriores se tiene constancia de una serie de nombres de profesiones que revelan una organización del artesanado mediante una especialización de funciones. A la luz de estos datos no solo el trabajo artesanal sino también el comercio estaba ligado a la administración del templo. También hay pruebas de un comercio a gran escala que proporcionaba la importación de productos sobre todo de lujo, materias primas que proceden de regiones lejanas.
Esta capacidad de importación transformó el creciente potencial de los templos (económico) que seguramente les permitió mantener este intercambio durante largo tiempo, lo que revela su autosuficiencia económica que parece exportar los productos agrícolas, pesca, producción textil y ganadera. Este proceso no pudo existir sin un grupo numeroso de personas especializadas en el comercio que se denominaban Dam-Gár que son los primeros mercaderes conocidos y aparecen mencionados en los textos de Uruk y Jemdet Nasr. Se considera la función de estos mercaderes institucional que hace posible las relaciones humanas con una organización y dentro de este movimiento de los mercaderes cabe destacar la actividad privada de los mismos. Estaba claro que son intermediarios de los templos frente al exterior y serían utilizados en sus relaciones exteriores.
Las ciudades fueron adquiriendo más importancia en el sur de Sumer y se consolidaron como ciudad-estado. También se dieron ciudades-estado en Siria. Por diversas causas se multiplicó la competencia económica entre las ciudades y los enfrentamientos militares documentados textualmente. El espíritu guerrero surgió como novedad y las ciudades se amurallaron y supone un rasgo importante de las primeras dinastías en torno al 2700 a. C. La exigencia de concentrar el poder militar para la defensa dio lugar a la realeza hereditaria. Y como consecuencia estos reyes ocuparon importantes funciones de culto y progresiva sumisión de los templos a estos reyes que son de aquellas familias grandes del periodo protodinástico, antes mencionadas, que empezaron a destacar por aquel entonces. Esta realeza se repartió por todas las ciudades-estado asumiendo el poder político centralista por una sola persona que se hizo cargo de los templos y de su reforma económica.
La asamblea de hombres libres y el consejo de ancianos siguieron sosteniendo al rey por lo que el poder real no era absoluto. A pesar de la sujeción estas instituciones reconocieron la primacía del rey a quien asistían en decisiones y le apoyan, el rey no decidía en solitario. La independencia del poder monárquico se consolida según las fuentes. En torno al 2700 a. C. aparecieron documentos escritos de una titulación real en Sumer (En) y este título comienza a representar un estatus. Paralelamente al título de en aparecieron los primeros escritos de la institución del palacio (Egal) que se encuentran en los textos más arcaicos de Ur. Desde el punto de vista arqueológico se hallaban los primeros edificios especialmente grandes en la ciudad de Kiš y Eridu. En torno al 2600 a. C. en Ur se encontraban una serie de tumbas que demuestran por sus ajuares que son reyes y muestra la posición creciente de la realeza apoyado en una ideología en parte religiosa.
Hacia el 2700 a. C. la titulación se diversificó porque el título de en se une al de lugal y ensi. Parece ser que esta diversificación corresponde a una dialectización del sumerio, posteriormente el título de en desapareció, lugal es el rey y ensi un subalterno del lugal. El grado de importancia de la realeza como institución se incrementa en el horizonte de las ciudades-estado, después se divinizará al rey. Aunque en esta época aún no se había divinizado la realeza se asocia a una procedencia divina y una especial relación al culto. Estos jefes locales encuentran su localización en que la realeza desciende del cielo, estaba por encima de la sociedad y residía en los palacios fortaleciendo sus recursos económicos aprovechándose de la coyuntura histórica y mediante la compra-venta.
Las rivalidades entre las ciudades-estado produjeron que la ciudad de Kiš y su monarquía en la época protodinástica se convirtiera en la más importante como demuestra la lista real sumeria y el título de rey de Kish se generaliza, pero a pesar de esta primacía las luchas de ciudades dio lugar a una serie de ligas y coaliciones sumerias mediante las cuales los reyes se unen para defender intereses comunes pero el cuadro de la historia política sigue estando muy oscurecido.
Los documentos son textos reales que suministran poca información. Si se sabe que de esta fase protodinástica hacia el 2500 a. C. apareció un rey en Lagash, aceptando el título de rey de Kiš e insinúa que este rey llamado Eannatum habría alcanzado una primacía en Sumer y para afirmar este poderío sobre otras ciudades hizo grabar en diversas tablillas sus victorias. Se poseen también textos económicos que proceden de los palacios y habla del reparto del poder a escala local. Según estos documentos lo mejor reflejado son las propiedades de los templos que son tierras de cultivo y propiedades de los dioses y forma una considerable parte del suelo disponible para la explotación. Un templo de Lagash controlaba el 50% del territorio de regadío. La institución real se fortaleció usurpando a estos templos sus propiedades y la propiedad colectiva. El poder absoluto de los reyes no era tal. La institución real controlaba a partir del 2500 a. C. las unidades económicas de carácter estatal, los templos, los puertos fluviales y vías terrestres. En la época protodinástica la estructura del palacio estaba muy desarrollada, controlaba dos ámbitos:
- Regulaba con carácter oficial el regadío y reparto del agua y controlaba el cultivo de los huertos y campos.
- Controlaba el reparto de lana, productos alimenticios, pesca, ganadería y derivados, arrendamiento de tierras, comercio y compra-venta de esclavos.[2]

### Reparto de tierras
Las tierras productivas pertenecían a la organización estatal. El reparto se efectuaba de forma tripartita:
- Pertenecían al templo y sobre todo al palacio y estaban cultivadas por empleados especializados cuya producción se destinaba al mantenimiento de los templos, esto lo controlaban los palacios.
- Tierras entregadas al autoabastecimiento del personal administrativo del templo y del palacio.
- La mayor parte de las tierras destinadas al arrendamiento a cambio de pagar un salario en especies.

Este modelo de organización estatal estaba controlado por el palacio que se enriquecía abusivamente a costa de los demás, expropiaba los bienes a los templos y ciudadanos lo que condujo a un empobrecimiento progresivo de la ciudad. Este abuso del palacio provocó revueltas que causaron un cambio político. Fue la época de reforma de Uruk Agina en el 2350 a. C. que llegó al poder por un golpe de Estado y ya en el trono promulgó medidas legales encaminadas a devolver las propiedades a los templos y al pueblo. Tenía como fin abolir el despotismo de los palacios y sus funcionarios. También reguló las tasas de los habitantes en concepto de boda, divorcio, entierro, etc. La reforma favoreció a los más desfavorecidos, acabó con las deudas, mejoró la condición de los esclavos incluso liberó a algunos. Se da una garantía legal que regula las relaciones entre instituciones y pueblo y entre el templo y el palacio. Todo esto supuso una nueva justicia social en un Estado primitivo que sirve de referencia a otros reyes posteriores. Esta reforma reduce la tensión social y permite una mejora general de la economía y en especial de los más desfavorecidos. La realeza y el templo quedan establecidos en una legislación concreta pero no estaba claro hasta donde logran los templos recuperar su posición.
El periodo protodinástico termina con el periodo de Uruk Agina y con las luchas entre ciudades para imponerse unas a otras y en este contexto apareció Lugal Zagesi que era príncipe de Umma y se convirtió en rey de Uruk e impuso al fin de su reinado su soberanía en todo el sur de Mesopotamia, en un gran Estado territorial, Sumer. Esta enorme extensión de terreno demuestra el enorme poder del palacio como institución ya que no era soberano de una ciudad sino de un Estado.

### Práctica del derecho
Los primeros documentos legales surgieron con el comienzo de la escritura y regulaba la compra-venta de tierras y sus obligaciones derivadas. Son contratos que dictaban las normas de funcionamiento de una legalidad actualmente parcialmente conocida.
Era muy importante entre los contrayentes del contrato confiar en unos testigos que formaban la institución que daban fe de que una operación se lleve a cabo dentro de la ley, se trata del derecho consuetudinario y aparecen al final del contrato, son ciudadanos libres, familiares mayormente. La formación de este documento de compra-venta suele tener un discurso fijo ya que eran muy habituales. La mayoría de los documentos eran de compra-venta y no estaban regulados por el poder central, los conocemos por los archivos de los palacios. Este derecho privado proviene de la costumbre y era una práctica reconocida.

## Instituciones de los grandes Estados mesopotámicos

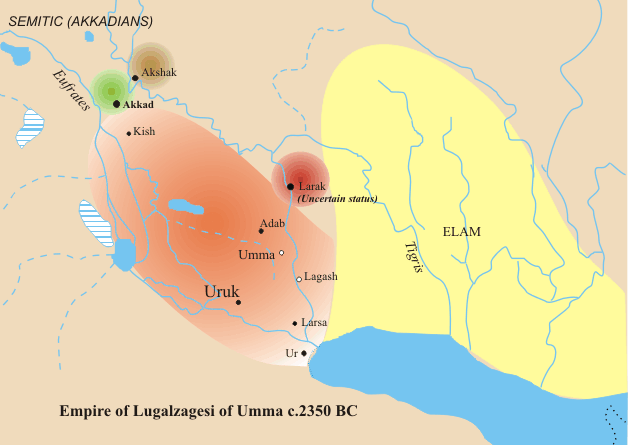
Imperio de Lugal Zagesi de Umma (en rojo) en el 2350 a. C.

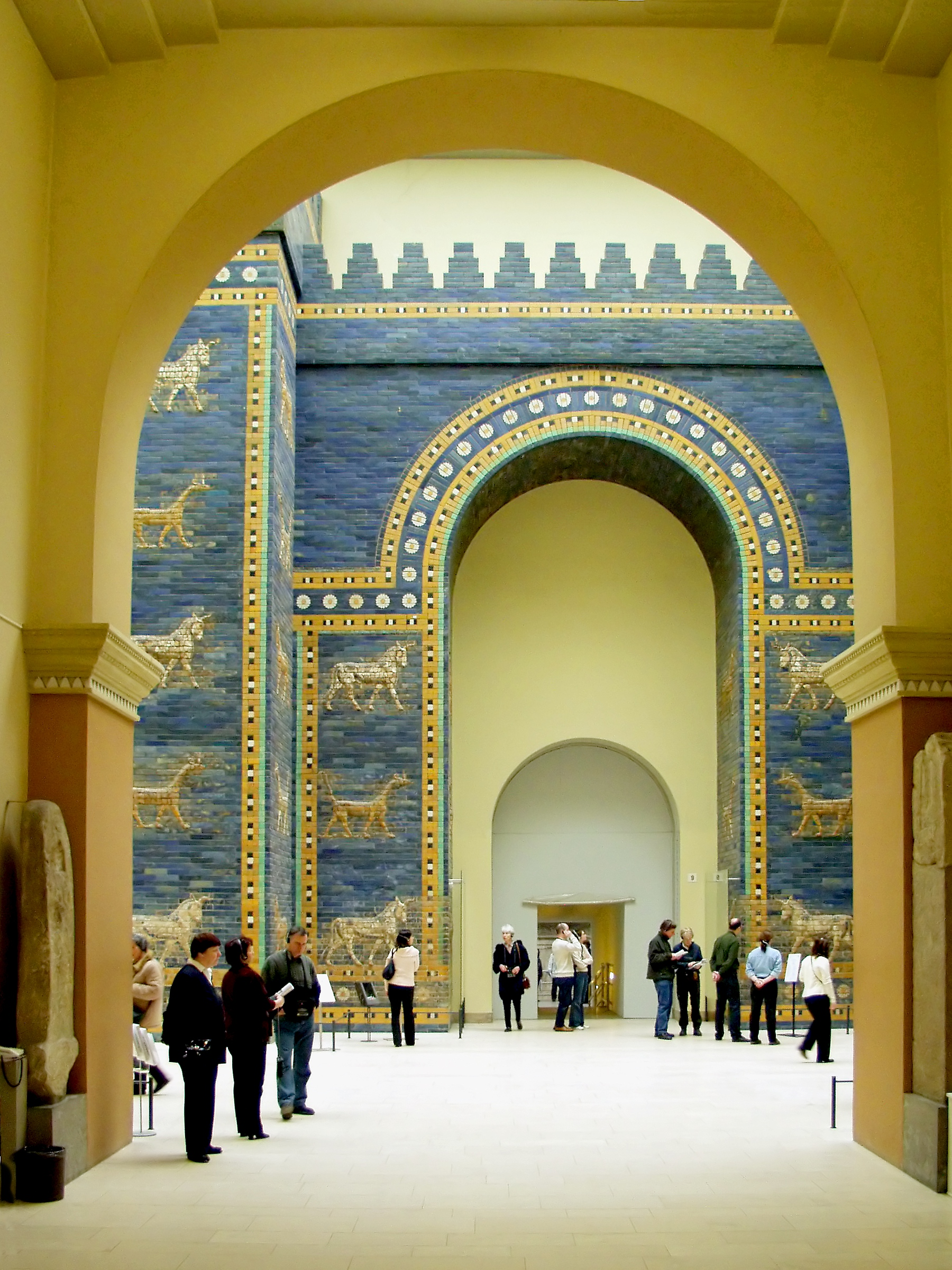
Puerta de Istar en el Museo de Pérgamo de Berlín.

La evolución histórica de Mesopotamia provocó cambios decisivos para la sociedad y en este proceso de cambio la realeza se hizo más poderosa frente a los sacerdotes y aristócratas. Las antiguas instituciones preexistentes, el consejo de ancianos y la asamblea de hombres libres con carácter pseudodemocrático pasaron a un segundo plano. Como consecuencia del ascenso de la monarquía, el palacio adquirió más poder incorporando a los templos en su estructura económica. El poder político se transformó en un eslabón en la estructura de un Estado territorial, el soberano lo era de un gran Estado con sede en una de las antiguas ciudades-estado, que iría cambiando según su importancia. Al lugal le asistía un aparato de grandes funcionarios, era una monarquía única que tenía una centralización del poder que hizo posible la administración.
Lugal-Zagesi se convirtió en el primer rey de toda Mesopotamia (Sumer), este dominio corresponde a una conquista militar que le permitió adoptar el título de rey de Uruk y rey de Sumer. Para mantener unido a todo el Estado Lugal-Zagesi declaró:

He logrado que las vías comerciales desde el mar superior al mar inferior funcionen con seguridad.
Lugal Zagesi

Después de 25 años los éxitos de Lugal-Zagesi acabaron porque en el norte se encontraba Sargón que logró fundar el reino más duradero hasta entonces con capital en Agadé o también llamada Acad, sería el reino de Acad, se convirtió en rey de Sumer y Acad. Inaugura una poderosa dinastía, la más poderosa de todos los tiempos en Mesopotamia, de carácter militar, la sargónida que tuvo que defenderse de la hostilidad de sus enemigos. A partir de Sargón la institución real alcanzó cotas nuevas de poder.
Sargón fundó en el 2340 a. C. un reino más poderoso y extenso que el de Lugal-Zagesi en el país de Acad y durará un siglo. Además conquista Siria y Elam, comprende casi toda Mesopotamia, aunque Siria parece no haber pertenecido a la dinastía de Sargón o de Ishtar, que es de carácter militar que a lo largo de su historia tuvo que defenderse de una permanente hostilidad. Era un periodo en que la institución real alcanzó cotas de poder que antes no se habían producido. Entre los reyes más importantes destacó Naram Sin.
Las principales características institucionales son que se caracteriza una administración centralizada. Esta centralización del poder para sostenerse necesita un amplio entramado de funcionarios que articulen el poder y necesita un ejército extraordinariamente poderoso sin precedentes. Muchos de estos funcionarios son personas de la confianza del rey e hijos de Acad. En el país de Sumer durante la conquista de Sargón en las ciudades-estado teníamos ensis o lugals que ahora se convierten en meros gobernadores al servicio del rey que dependían de las directrices imperiales del nuevo poder. Al igual que en Egipto, en ocasiones al frente de las ciudades como gobernadores o funcionarios se colocan a parientes y así se asegura la lealtad y estabilidad.
También estaban documentado el sacerdocio en templos que podía ser ejecutado por personas de la familia real, lo que refleja una influencia política directa en ámbitos del culto. Revela la capacidad ejecutiva para controlar los templos con influencia directa sobre la población.
El palacio de Agadé era extraordinariamente poderoso, controlaba un amplio territorio y era una unidad económica compleja y desarrollada, 5.400 personas tenían labores en el palacio, actividades económicas, cortesanos, de ejército personal y harén. Además dentro del palacio hay artesanos, tejedores que trabajaban estrictamente para el palacio.
Los reyes como máxima institución alcanzaron en esta época nuevas dimensiones que a partir de ahora el principio de poder absoluto se impone como núcleo fundamental del Estado y los reyes tienen máximas atribuciones en el Estado y la intervención del poder de los aristócratas y sacerdotes se reduce de modo considerable, ejemplo de este encumbramiento es que Naram Sin y Shar-Kali-Sharri llegaron a divinizarse, dioses de Estado y esto les reportó una caracterización como dios protector del país pero sin estar vinculados a ningún centro de culto. Y este rey-dios reinó por el bienestar del país.
Algunos documentos legales de esta época incluyen el hecho de añadir las formas de juramento en nombre del rey, documentado a partir de Naram Sin. Como manifestación del poder supremo se emplea un nuevo título, rey de las cuatro regiones del mundo (rey del universo), se supera el horizonte local de la anterior tradición. La estructura administrativa estaban encabezada por el palacio y se basa en la sumisión y servicios de las demás instituciones destacando las de los templos y sus actividades económicas. Se incrementa la compra de tierras, que incrementó el poder de los reyes de modo que el palacio se convierte en el beneficiado del sistema.
Este patrimonio fue necesario para mantener la organización del sistema, se reparte a los funcionarios de palacio que los establecen en la producción. Ejemplo es el Obelisco de Manistusu, documentándose 330 hectáreas compradas a 98 personas, pervivencia de la propiedad privada. Hubo amplia actividad comercial y negocio que se beneficiaban de las conquistas de la época. Destaca la figura del mercader que permite el acceso a productos, muchos de ellos actúan a título público y privado.

## Instituciones de la tercera dinastía de Ur (Renacimiento neosumerio)

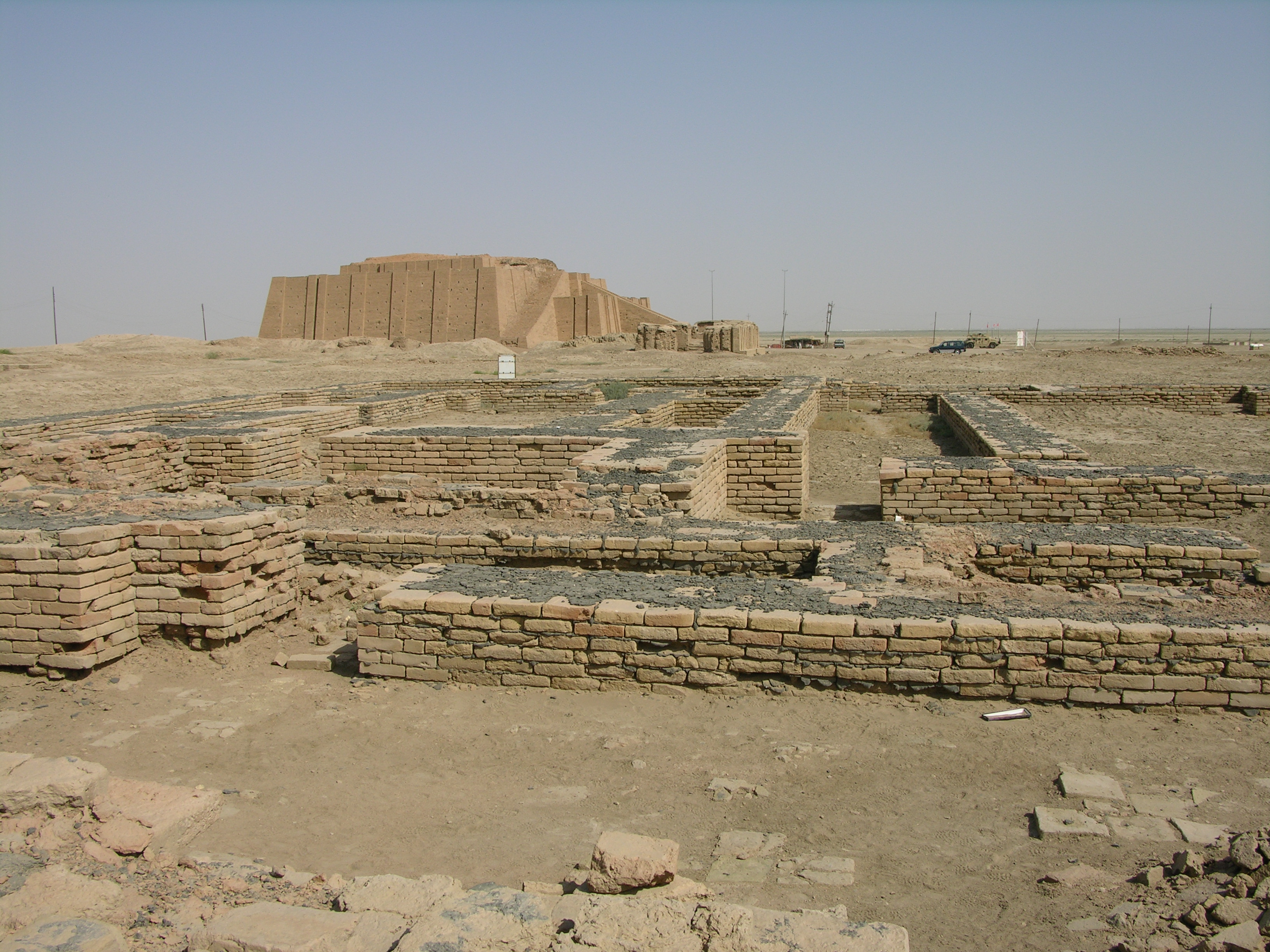
Ruinas en la ciudad de Ur.

Hubo luchas por la primacía territorial, destaca la figura de Ur Namma (2100 a. C.) que recuperó el título de rey de Sumer y Acad. Se precisó una reorganización estructural a partir del modelo centralista. No fue una época favorable económicamente pero se construyeron canales, hubo mejoras en el transporte y se cultivan nuevas tierras. Se reorganizó la estructura del Estado introduciendo una división provincial mediante las antiguas ciudades estado con capital en Ur, pero esta chocó con problemas de adaptación por la defensa del particularismo de Sumer. Llegó el rey Sulgi (2093-2046 a. C.) con el reinado más importante de Ur y consolidó el aparato administrativo del Estado.
En esta época la figura del rey siguió siendo muy poderosa y la prueba es la sofisticación de los medios de control. La administración del Estado tuvo un alto nivel de desarrollo de cálculo y registro muy sofisticado. El poder político y económico estaban en manos del rey que era un dios protector del país, divinización que sobre todo se observa en Sulgi con numerosos himnos al rey que lo ensalzaban como sabio y protector del arte y la justicia.
De las estructuras de las instituciones cabe decir que Ur III tuvo un complejísimo aparato administrativo que tenía e en la cima al rey neosumerio, después estaban los ensi y al mismo nivel los gobernantes militares (sakanaku) que se encontraban en las ciudades estratégicas y pudieron ser un título hereditario al igual que los ensi pero no oficialmente. El rey no pudo impedir que grandes familias controlaran ciertos sectores como en Nippur o Umma y dentro de esta jurisdicción provincial hubo miembros de la familia real con implicación directa en el poder central.
Las hijas de Sulgi y Ur-Namma fueron sacerdotisas de templos importantes y el hermano de Sulgi fue sacerdote de Innana de Ur y la familia real controló varios templos.

### Novedades
- Los gobernadores de la provincia de Babilonia tuvieron un marcado carácter político-religioso, fue una provincia con abastecimiento y control propio sobre sus santuarios destacando la ciudad de Nippur con el suministro de animales para los sacrificios. Destacó el papel administrativo de Puerit donde los textos son del Estado y pocos fueron privados, en los oficiales también aparece una administración local.
- Mano de obra: Fueron los trabajadores oficiales de palacio, canales, transporte. También hubo una gran masa de asociados que hicieron funcionar el sistema, especialización de funciones.

### Derecho

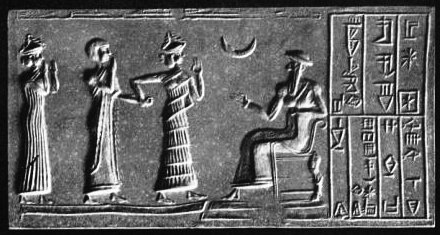
Marca de sello de Ur-Namma, que dice lo siguiente: "Ur-Nammu, el mítico héroe, rey de Ur; Ḫašḫamer, patesi de Iškun-Sin, su siervo".

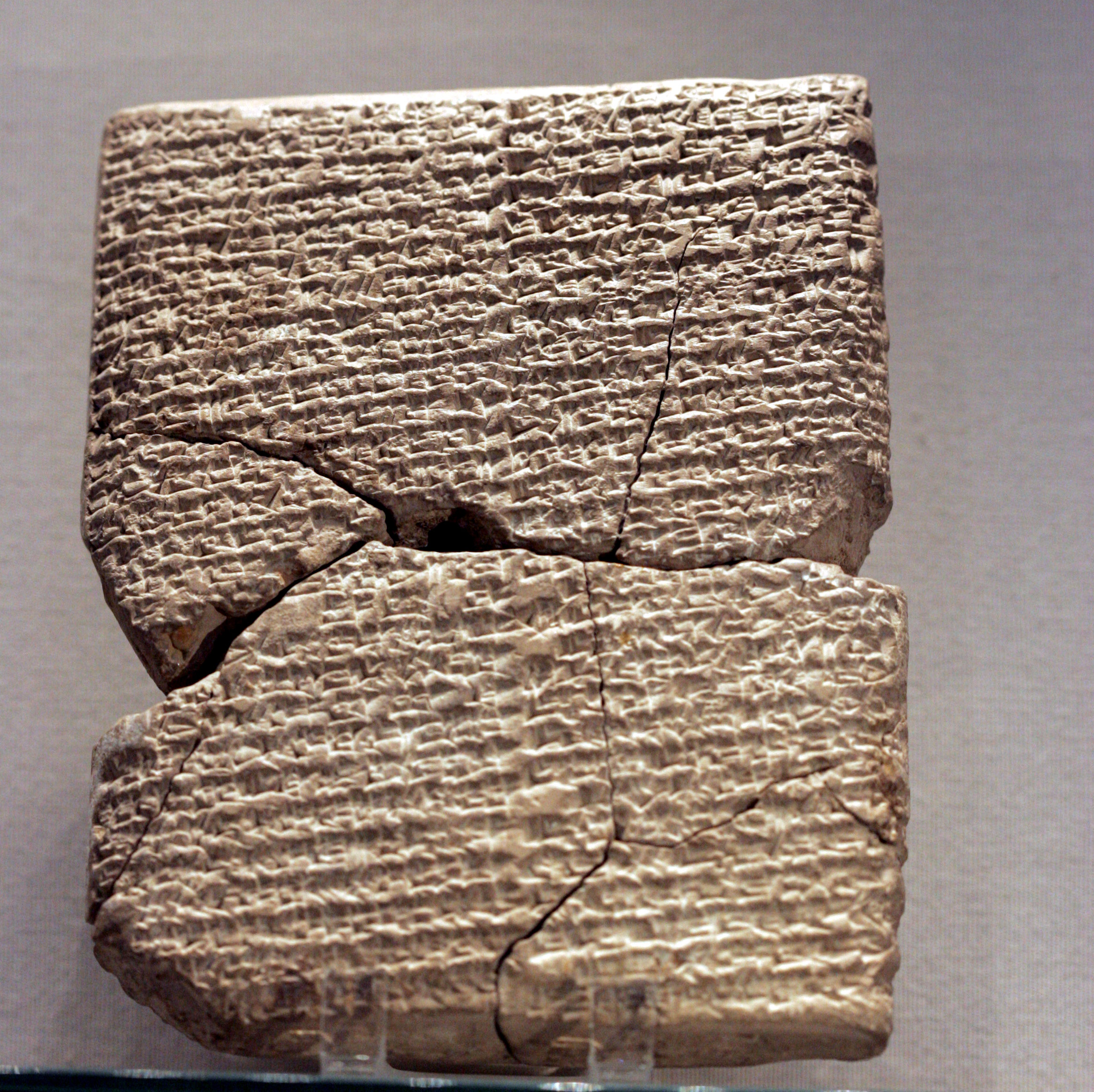
Canción de Ur-Namma.

Se documentan muchos textos de orden legal, matrimonio, compra-venta, préstamos, herencia, etc. Existió un código de reglas aceptado socialmente y de origen consuetudinario. El procedimiento del juramento se integró en la práctica y se juraba por el rey o por una divinidad. Este tipo de procedimiento tenía carácter de promesa, si bien también existía el juramento de afirmación que era menos comprometido. Ambos juramentos servía de garantía de honradez.
Apareció el primer código de leyes escrito de la historia, el de Ur Namma que era un elenco de normas aunque fragmentadas. Contaba de tres secciones, la primera de inspiración teológica, la segunda de carácter histórico y la tercera era ético-moral con los principios que regulaban Mesopotamia. Se conservan solo las dos últimas secciones. Sirve de información sobre los criterios de Ur Namma. Se produjo una disminución de los problemas económicos, una instauración del derecho y medidas para estabilizar la vida económica. Termina con las mismas palabras que el de Uruk Agina.
Los delitos capitales (robo y asesinato) eran penados con la pena de muerte al igual que la regulación de matrimonios: violación, malos tratos, divorcio y adulterio. La familia de los condenados a muerte corría con las penas económicas, más tarde el robo no se penaría con la muerte.
La aplicación del derecho tiene un papel fundamental, el rey que imponía justicia asistido por los funcionarios bajo la supervisión de los ensis. También está la figura del juez que forma un grupo que adopta medidas, no eran profesionales. En las comunidades más pequeñas estaban los maski que eran comisarios.
Hay una dimensión privada que se refiere al funcionamiento de leyes en personas pobres como la regulación matrimonial. También existen los esclavos con su propia regulación con personalidad jurídica propia, se podían casar con mujeres libres, ser testigos, etc.
Según el código de Ur Namma en la herencia no había gran diferencia con la actual, ya que, estaba reconocida en beneficio de los hijos carnales o adoptados del matrimonio. Hubo diferencia entre hijos e hijas, las hijas solo heredaban si no había varones, si éste existía heredaba la totalidad de los bienes.
Aunque había excepciones como si se daba la muerte del padre de familia, la mujer no tenía derecho a la herencia según el código aunque según otros textos jurídicos si lo acabaría heredando. También destaca el texto de Nippur que establece que la herencia se dividía equitativamente entre mujer e hijos. El código de Ur Namma y otros textos legales exteriorizan regulaciones que no siempre se acabarían resolviendo pero permitieron reconstruir la herencia en esta sociedad.
Puede concluirse que la práctica del derecho en Ur III responde a una norma que es típica de la sociedad de clases y entiende el derecho en función del reparto de la riqueza teniendo un carácter conservador.
También hay que reconocer una institución de carácter cultural que era la Escuela de Tablillas, que estaba al margen de las otras. Su papel fue el desarrollo de la cultura, estas escuelas han hecho posible que se asentaran determinadas parcelas de conocimiento, ya que gracias a ellas se han inventado y mejorado cosas como el registro, la literatura médica, las primeras matemáticas, primeros conocimientos astronómicos, enciclopedias, mitos, etc. La evolución de las Escuelas de Tablillas dio lugar a las bibliotecas.

## Evolución de las instituciones en el antiguo Estado babilónico

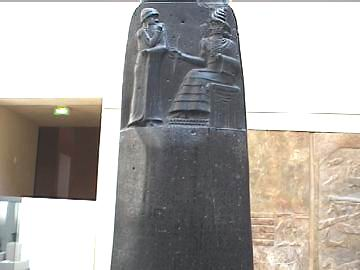
Monolito con el código de Hammurabi redactado bajo el relieve.

Las estructuras pervivieron pero hubo novedades desde el punto de vista de las regulaciones sociales y jurídicas. Desde el punto de vista jurídico desde ese momento y acentuado con la llegada de los amoritas la existencia de tres códigos de leyes nuevos:
- Código de Lipit-Ishtar: procede de Nippur y estaba redactado en sumerio. Fue promulgado entre el 2000 y 1800 a. C., conserva 40 parágrafos de ley aunque no estaba completo. A diferencia de otros no se encuentra la tipificación de los delitos castigados con pena de muerte.
- Código de Ešnunna: procede de Ešnunna que es una ciudad de Mesopotamia central, tiene un horizonte local. A diferencia del código anterior estaba redactado en acadio. Comprende 60 supuestos de delito y al parecer tiene una base muy clara en el Código de Ur Namma, pareciéndose a este en algunos parágrafos. También en este código se reconoce la pena de muerte y los delitos capitales debían de resolverse delante del propio rey. También existen jueces que representan al propio monarca.
- Código de Hammurabi: es el más representativo de toda la Historia Antigua y es el más importante corpus legal de casi toda la antigüedad. Se conserva en una estela de piedra de 2’5 metros de alto y réplicas se conservan en ciudades lejanas a Babilonia. Tiene 282 parágrafos y se supone que los redactores del código pertenecen a una cancillería real y se inspiran en códigos anteriores. El periodo de gestación de estos parágrafos había sido de muchos años. Se puede fechar en el 1760 a. C. El Código de Hammurabi que se conserva data del año 37 del reinado de Hammurabi y aquí también en el prólogo, Hammurabi se establece como el que "hace la justicia en el país".